# سباق الجائزة الكبرى للدراجات النارية موسم 2004
سباق الجائزة الكبرى للدراجات النارية موسم 2004 كان النسخة الـ 56 من بطولة العالم التي نظمها الاتحاد الدولي للدراجات النارية. تكون الموسم من 16 سباقا بدأ بجائزة جنوب أفريقيا الكبرى للدراجات النارية 2004 في 14 أبريل وانتهى بجائزة بلنسية الكبرى للدراجات النارية 2004 في 31 أكتوبر.
تم بناء لعبة الفيديو موتو جي بي 4 بشكل كبير على هذا الموسم.

## النتائج
| الجولة | التاريخ   | الجائزة الكبرى                              | الحلبة                           | الفائز بفئة 125 سي سي | الفائز بفئة 250 سي سي | الفائز بفئة موتو جي بي | التقرير |
| ------ | --------- | ------------------------------------------- | -------------------------------- | --------------------- | --------------------- | ---------------------- | ------- |
| 1      | 18 أبريل  | جائزة جنوب أفريقيا الكبرى للدراجات النارية  |                                  | أندريا دوفيزيوسو      | داني بيدروسا          | فالنتينو روسي          | التقرير |
| 2      | 2 مايو    | جائزة إسبانيا الكبرى للدراجات النارية       | حلبة خيريز                       | ماركو سيمونسيلي       | روبرتو رولفو          | سيت جيبيرنو            | التقرير |
| 3      | 16 مايو   | جائزة فرنسا الكبرى للدراجات النارية         | حلبة دي لا سارث                  | أندريا دوفيزيوسو      | داني بيدروسا          | سيت جيبيرنو            | التقرير |
| 4      | 6 يونيو   | جائزة إيطاليا الكبرى للدراجات النارية       | حلبة موجيلو                      | روبرتو لوكاتيلي       | سيباستيان بورتو       | فالنتينو روسي          | التقرير |
| 5      | 13 يونيو  | جائزة كتالونيا الكبرى للدراجات النارية      | حلبة دي كاتلونيا                 | هيكتور باربيرا        | راندي دي بونيت        | فالنتينو روسي          | التقرير |
| 6      | 26 يونيو  | كأس هولندا السياحية                         | حلبة أسن تي تي                   | خورخي لورنزو          | سيباستيان بورتو       | فالنتينو روسي          | التقرير |
| 7      | 4 يوليو   | جائزة ريو دي جانيرو الكبرى للدراجات النارية | حلبة نيلسون بيكيه الدولية        | هيكتور باربيرا        | مانويل بوجيالي        | ماكوتو تامادا          | التقرير |
| 8      | 18 يوليو  | جائزة ألمانيا الكبرى للدراجات النارية       | ساتشسينرينج                      | روبرتو لوكاتيلي       | داني بيدروسا          | ماكس بياجي             | التقرير |
| 9      | 25 يوليو  | جائزة بريطانيا الكبرى للدراجات النارية      | دونينجتون بارك                   | أندريا دوفيزيوسو      | داني بيدروسا          | فالنتينو روسي          | التقرير |
| 10     | 22 أغسطس  | جائزة التشيك الكبرى للدراجات النارية        | حلبة برنو                        | خورخي لورنزو          | سيباستيان بورتو       | سيت جيبيرنو            | التقرير |
| 11     | 5 سبتمبر  | جائزة البرتغال الكبرى للدراجات النارية      | حلبة إستوريل                     | هيكتور باربيرا        | توني إلياس            | فالنتينو روسي          | التقرير |
| 12     | 18 سبتمبر | جائزة اليابان الكبرى للدراجات النارية       | حلبة موتيجي                      | أندريا دوفيزيوسو      | داني بيدروسا          | ماكوتو تامادا          | التقرير |
| 13     | 2 أكتوبر  | جائزة قطر الكبرى للدراجات النارية           | حلبة لوسيل الدولية               | خورخي لورنزو          | سيباستيان بورتو       | سيت جيبيرنو            | التقرير |
| 14     | 10 أكتوبر | جائزة ماليزيا الكبرى للدراجات النارية       | حلبة سيبانغ الدولية              | كيسي ستونر            | داني بيدروسا          | فالنتينو روسي          | التقرير |
| 15     | 17 أكتوبر | جائزة أستراليا الكبرى للدراجات النارية      | حلبة الجائزة الكبرى بجزيرة فيليب | أندريا دوفيزيوسو      | سيباستيان بورتو       | فالنتينو روسي          | التقرير |
| 16     | 31 أكتوبر | جائزة بلنسية الكبرى للدراجات النارية        | حلبة ريكاردو تورمو               | هيكتور باربيرا        | داني بيدروسا          | فالنتينو روسي          | التقرير |